# Guido Papareschi
Guido Papareschi, Paparoni, Papa (zm. 1221) – włoski kardynał, wywodzący się z tej samej rzymskiej rodziny co Innocenty II. Niektóre starsze opracowania mylą go z kardynałem i arcybiskupem Reims Guy Paré (zm. 1206).
Na konsystorzu we wrześniu 1190 został mianowany przez papieża Klemensa III kardynałem diakonem, a w grudniu tego samego roku kardynałem prezbiterem Santa Maria in Trastevere. Sygnował bulle papieskie między 7 grudnia 1190 a 15 grudnia 1220. W latach 1191–1193 był legatem papieskim w Lombardii, a na początku pontyfikatu Innocentego III uczestniczył w negocjacjach między Stolicą Apostolską a regentem królestwa Sycylii Markwardem von Annweiler. W 1200 roku przez kilka miesięcy był gubernatorem prowincji Marches i Rawenna. W maju 1206 roku został mianowany biskupem Palestriny. W trakcie papieskiej elekcji 1216 wspólnie z kardynałem Ugolino z Ostii był członkiem komisji elektorskiej, która dokonała wyboru papieża Honoriusza III.